# 더 헌터스
더 헌터스(The Hunters) 또는 헌터는 스타크래프트 배틀넷에서 가장 많이 쓰이는 맵 중 하나이다. 스타크래프트 오리지널 시절 수록되어 있는 기본 맵 중 가장 아래 쪽에 있었던 헌터는, 간단하면서도 공정해 보이는 맵 구성으로 인해 스타크래프트가 발매된 지 10년이 넘는 2009년 현재까지도 공개방에서 가장 많이 쓰인다.

## 여러 가지 버전의 헌터

### 오리지널 헌터
오리지널 헌터는 8인용 맵으로, 12시, 1시, 3시, 5시, 6시, 7시, 9시, 11시의 여덟 군데에 본진이 있으며, 각각의 본진과 가까운 곳에 앞마당 멀티를 할 수 있는 위치가 있다.
그러나 8군데의 본진과 중앙 마당이 모두 같은 거리에 있는 것은 아니라서 팀플레이시 위치 간 유불리의 차이가 크다.  12시와 11시의 경우 한 군데의 앞마당 멀티를 공유하고 있으며, 7시와 6시의 경우, 한 군데의 앞마당 멀티를 공유하는 것은 아니나, 각각의 본진에서 진출했을 때, 서로 만나기 가까운 위치에 자리잡고 있다. 또한, 1시와 3시 본진 사이에는 샛길이 하나 나 있다.
오리지널 헌터는 현재 스타크래프트 맵처럼 미네랄과 가스 배치가 공정하지 않다. 특히 12시와 1시의 경우 자원 채취가 어렵게 되어 있으며 3시는 미네랄이 가장 빨리 모여 자원 배치가 불균등하다. 이후, 프리배틀넷 시스템인 게임아이에서는 자원 채취를 공정하게 만든 헌터-게임아이 버전을 만들었으며, 현재 배틀넷에서 헌터-KPGA, 헌터-KeSPA와 함께 가장 많이 쓰이고 있는 버전이다.
본진 미네랄은 1500x10덩이이며, 가스는 5000짜리 1군데이다.

### 빅 게임 헌터
블리자드 공식 무한맵이다. 해외 유저들 사이에서는 BGH로 불리며 BroodWar - WebMaps 폴더에서 선택할 수 있다. 오리지널에 비해 본진 자원이 대폭 증가되었는데 미네랄은 1개당 20000, 2가스는 1개당 50000이다.

### 딥 퍼플
딥 퍼플은 2000 하나로통신배 투니버스 스타리그에서 사용된 6인용 맵으로, 헌터를 개인전 용으로 개조한 맵이다.

### 헌트리스
헌트리스(The Huntress)는 온게임넷에서 프로리그 팀플레이용으로 만든 6인용 맵으로, 헌터를 개조한 Deep Purple를 팀플에 맞게 수정한 맵이다.
12시와 6시 본진이 섬으로 처리되었으며, 5시 앞마당에서 6시 앞마당을 거쳐 7시 앞마당으로 갈 수 있는 샛길을 추가하였다. 또한, 자원 채취를 공정하게 수정하였다.

### 아이스 헌터
아이스 헌터(Ice Hunters)는 헌터를 바탕으로 만든 무한맵이다. 아이스 헌터에는 여러 가지 버전이 있으나, 공통적으로는 8개의 본진과 넓은 중앙 마당을 가지고 있다. 오리지널 헌터에 있는 샛길은 모두 없어졌으며, 자원은 50000 x 30~40덩어리, 가스는 8개소 이상이 배치되어 있는 것이 특징이다.
머리싸움보다는 물량전을 추구하는 사용자들에게 인기가 많은 맵으로, 현재도 널리 사용되고 있다.

### 섬 아이스 헌터
아이스 헌터를 섬맵 형태로 바꾼 것으로, 8개의 본진은 모두 섬으로 이루어져 있으며, 가운데에 넓은 마당이 있다.

### 빠른 무한
아이스 헌터의 기본 바탕에, 자원 채취를 극도로 빠르게 향상시킨 맵이다. 이것은 스타에디트가 아닌 엑스트라에디터 등으로 만든 것인데, 보통 일반 맵이 본진 건물과 자원이 3칸 떨어져 있는 것과 달리, 본진 건물과 자원이 바로 붙어 있다. 자원 채취율은 일반 맵보다 5배~10배가량 빠르다.
빠른 무한 역시, 섬맵 버전이 있다.

### 헌터 케이피지에이(KPGA)
한국프로게임협회(Korea Pro Game Association)에서 제작한 버전으로, 3버전까지 나와있다.

### 헌터 케스파(KeSPA)
한국e스포츠협회(Korea e-Sports Association)에서 제작한 버전으로, 신한은행 프로리그 2008에 팀플레이맵으로 쓰였으며, 오리지널 헌터에서 자잘한 수정을 가하였다.
본진과 앞마당의 자원배치가 수정되었으며, 유즈 맵 세팅 설정시 테란으로 선택후 게임시작 10초내에 커맨드 센터를 띄우면 옵저버 모드로 전환하는 트리거를 추가하였다. 이외의 사항은 오리지널 헌터와 같다.

## 같이 보기
- 스타크래프트
- 스타에디트